# Stazione meteorologica di Asiago
La stazione meteorologica di Asiago è la stazione meteorologica di riferimento relativa alla località di Asiago.

## Coordinate geografiche
La stazione meteorologica si trova nell'area climatica dell'Italia nord-orientale, nel Veneto, in provincia di Vicenza, nel comune di Asiago, a 1.046 metri s.l.m. e alle coordinate geografiche 45°53′N 11°30′E.

## Dati climatologici
In base alla media trentennale di riferimento 1961-1990, la temperatura media del mese più freddo, gennaio, si attesta a -2,3 °C, quella del mese più caldo, luglio, è di +15,6 °C .
| Asiago             | Mesi | Mesi | Mesi | Mesi | Mesi | Mesi | Mesi | Mesi | Mesi | Mesi | Mesi | Mesi | Stagioni | Stagioni | Stagioni | Stagioni | Anno |
| Asiago             | Gen  | Feb  | Mar  | Apr  | Mag  | Giu  | Lug  | Ago  | Set  | Ott  | Nov  | Dic  | Inv      | Pri      | Est      | Aut      | Anno |
| ------------------ | ---- | ---- | ---- | ---- | ---- | ---- | ---- | ---- | ---- | ---- | ---- | ---- | -------- | -------- | -------- | -------- | ---- |
| T. max. media (°C) | 2,2  | 4,1  | 7,1  | 10,4 | 15,0 | 18,5 | 21,2 | 20,5 | 18,0 | 13,5 | 6,7  | 3,1  | 3,1      | 10,8     | 20,1     | 12,7     | 11,7 |
| T. min. media (°C) | −6,7 | −6,2 | −2,6 | 1,1  | 4,6  | 8,0  | 10,0 | 9,6  | 7,1  | 3,2  | −0,4 | −4,7 | −5,9     | 1,0      | 9,2      | 3,3      | 1,9  |